# イタヤガイ科
イタヤガイ科（イタヤガイか、Pectinidae）は、二枚貝の1科である。イタヤガイ、ホタテガイなどが属する。

## 特徴
平らで円形の殻を持つ。
高い遊泳能力を持つ種がいるが、底生や固着性のものもいる。

## 種類
伝統的に亜科と族に分けられてきたが、それらの大半は単系統ではないことが指摘されている。
以下に、NCBI Taxonomy browser が載せる38属と、絶滅したタカハシホタテ属を示す。
- Adamussium - ナンキョクツキヒ
- Aequipecten （セイヨウイタヤ属） - セイヨウイタヤ、ユウヤケニシキなど
- Amusium （タカサゴツキヒ属） - タカサゴツキヒなど
- Anguipecten - ナナソデキンチャク、シュロノハキンチャクなど
- Annachlamys - ニシキヒヨク、コダイニシキヒヨクなど
- Argopecten
- Chlamys - ナデシコガイ（撫子貝）など
- Comtopallium
- Coralichlamys
- Crassadoma
- Cryptopecten - ヒヨクガイ（比翼貝）など
- Cyclopecten
- Decatopecten - キンチャクガイ（巾着貝）など
- Delectopecten
- Euvola （イナズマイタヤ属） - イナズマイタヤなど
- Excellichlamys - チヒロガイ（千尋貝）など
- Fortipecten （タカハシホタテ属） - タカハシホタテなど。絶滅。
- Flexopecten
- Gloripallium
- Laevichlamys
- Leptopecten
- Lyropecten
- Mimachlamys - ヒオウギ（檜扇貝）など
- Minnivolva
- Mirapecten
- Mizuhopecten - ホタテガイ（帆立貝）など
- Nodipecten
- Patinopecten
- Pecten （イタヤガイ属） - イタヤガイ（板屋貝） など
- Pedum - ウミギクモドキ など
- Placopecten
- Pseudamussium
- Scaeochlamys （ヒイラギナデシコ属） - ニシキガイ（錦貝）、アズマニシキなど
- Semipallium
- Swiftopecten - エゾキンチャク（蝦夷巾着、通称：ババノテ）など
- Talochlamys
- Veprichlamys
- Volachlamys ミナミナデシコ属 - アワジチヒロなど
- Ylistrum - ナンヨウツキヒ属 - ツキヒガイ（月日貝）など
- Zygochlamys - パタゴニアニシキなど

## 目分類
イタヤガイが属する目については、翼形亜綱全体の分類が不安定だったせいで、ウグイスガイ目、カキ目、イタヤガイ目といったさまざまな説が生まれた。しかし系統学からは、イタヤガイ目（以前のイタヤガイ目と中身はやや異なる）とする分類が提案されている。